# Loipersdorf-Kitzladen
Loipersdorf-Kitzladen è un comune austriaco di 1 309 abitanti nel distretto di Oberwart, in Burgenland. È stato istituito nel 1971 con la fusione dei comuni soppressi di Kitzladen e Loipersdorf im Burgenland; capoluogo comunale è Loipersdorf im Burgenland.